# موسیقی آب
موسیقی آب (انگلیسی: Water Music) مجموعه ای از حرکات ارکسترال است که اغلب به صورت سه سوئیت (موسیقی) ساخته شده توسط جرج فردریک هندل برای کنسرت در تیمز منتشر شد.